# 69. peruť (Izrael)
69. peruť (hebrejsky: טייסת 69), známá jako The Hammers (hebrejsky: הפטישים, ha-Patišim), je peruť Izraelského vojenského letectva operujících na strojích F-15I Ra'am z letecké základny Chacerim v jižním Izraeli. S přestávkami existuje od roku 1948 a kromě šestidenní války (1967) se zúčastnila zatím všech válek, kterých se Izrael účastnil. Její první nasazení se datuje k 15. červenci 1948 při bombardování Káhiry. Z počátku byla tvořena bombardéry B-17 Flying Fortress a zanikla roku 1954, kdy byly její stroje přeřazeny k 103. peruti. O dva roky později byla v říjnu 1956 obnovena během Suezské krize, avšak po skončení konfliktu byla opětovně rozpuštěna. Obnovení se dočkala až roku 1969, kdy se stala druhou izraelskou perutí nových stíhacích letounů F-4E Phantom. V 90. letech pak došlo k transformaci peruti, když stávající letouny F-4E Phantom nahradily nové stroje F-15I. Kromě výše uvedených typů strojů byly používala peruť v 50. letech 20. století i tři amfibie Consolidated PBY Catalina. V září 2007 se stroje F-15I z 69. perutě podílely na bombardování tajného syrského jaderného reaktoru během operace Ovocný sad.
Mezi velitele peruti se řadí například Pinchas Ben Porat či bývalý velitel izraelského letectva Avihu Ben Nun. Navigátorem a operátorem zbraňových systémů stroje F-4E Phantom této letky byl Ron Arad, který byl v říjnu 1986 zajat libanonskou milicí poté, co byl s pilotem stroje nucen se katapultovat nad jižním Libanonem.